# Volker Gerhardt

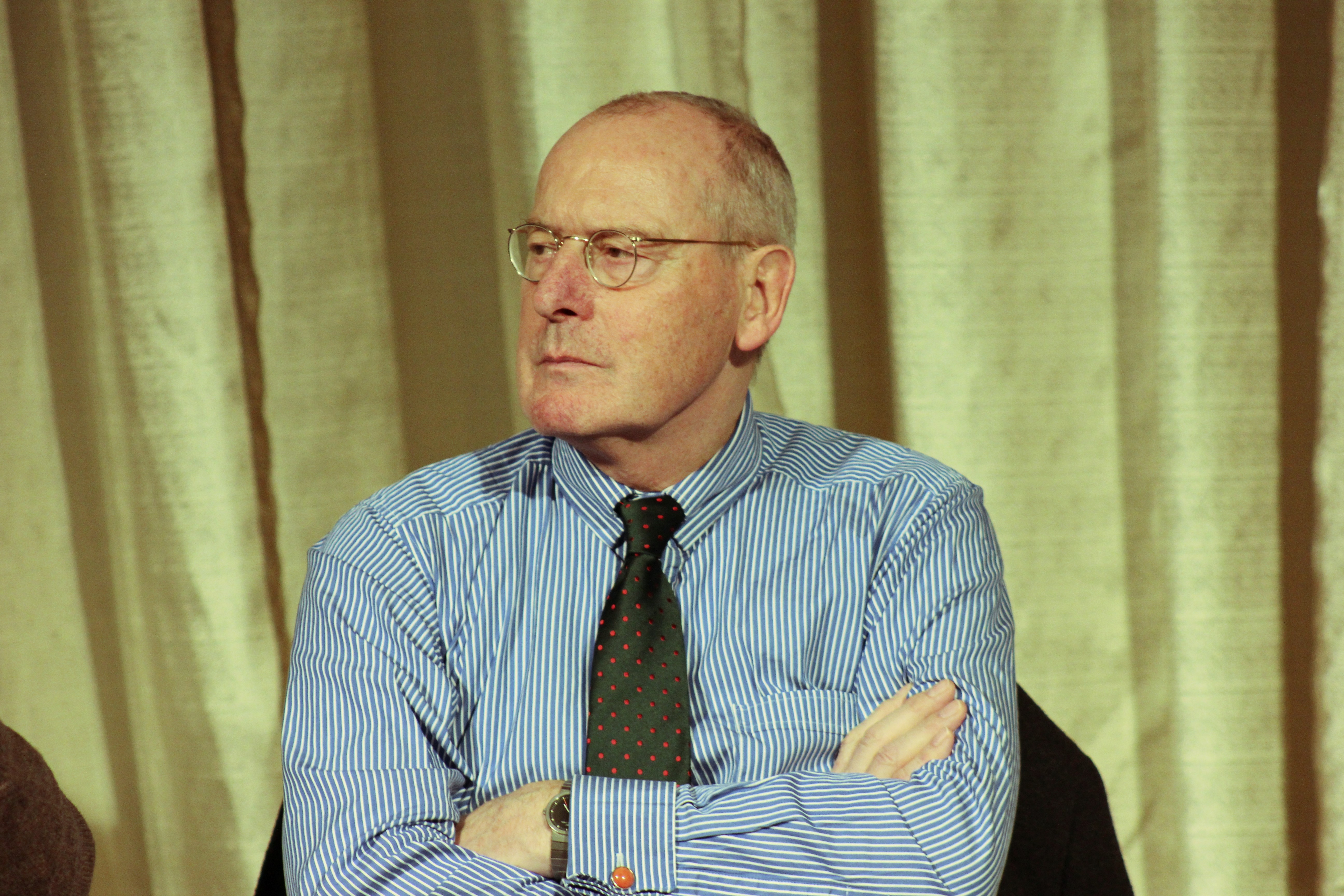
Volker Gerhardt, Berlin 2014

Volker Gerhardt (* 21. Juli 1944 in Guben/Brandenburg) ist ein deutscher Philosoph.
Gerhardt war von 1992 bis 2012 Professor für Philosophie an der Humboldt-Universität zu Berlin, wo er weiter als Seniorprofessor lehrt. Seine Forschungsschwerpunkte liegen im Bereich der Ethik, der Politischen Philosophie, der Ästhetik, der Metaphysik und der Theologie. Seine historischen Arbeiten sind auf den Vergleich des modernen Denkens mit der Antike gerichtet und haben vornehmlich zu Arbeiten über Platon, Immanuel Kant und Friedrich Nietzsche, aber auch zu Studien über Georg Wilhelm Friedrich Hegel, Karl Marx, Karl Jaspers, Eric Voegelin, Hannah Arendt, Carl Schmitt und manche andere geführt. Seine systematischen Untersuchungen richten sich auf den Zusammenhang von lebendiger Natur und produktiver Kultur in den epistemischen, moralischen, politischen und ästhetischen Leistungen des Menschen.

## Werdegang
Volker Gerhardt wuchs nach der Flucht mit seiner Mutter aus Guben als Halbwaise in Hagen/Westfalen auf. Er legte 1965 auf dem Gymnasium Hohenlimburg das Abitur ab und studierte Philosophie, Soziologie, Psychologie und Rechtswissenschaft in Frankfurt und Münster; 1974 promovierte er in Münster zum Dr. phil., worauf 1984 die Habilitation folgte. 1968/69 war er Vorstandsmitglied des Verbandes Deutscher Studentenschaften (VDS). Auch war er ab 1971 stellvertretender Vorsitzender der „Hochschulvereinigung für das Fernstudium“ und wirkte 1975 an der Gründung der Fernuniversität Hagen mit.
1975 begann er als Assistent von Friedrich Kaulbach an der Universität Münster/Westfalen. Als weitere Lehrer nennt er Helmut Schelsky und Gerold Prauss. 1985 wurde er Professor für Philosophie in Münster, 1986 nahm er eine Gastprofessur an der Universität Zürich wahr. Von 1988 bis 1992 leitete er das Institut für Philosophie an der Deutschen Sporthochschule in Köln. 1992 erhielt er den Ruf auf die Gründungsprofessur für Praktische Philosophie in Halle, folgte im Oktober 1992 jedoch dem Ruf auf den Lehrstuhl für Praktische Philosophie (Schwerpunkt: Rechts- und Sozialphilosophie) an der Humboldt-Universität zu Berlin. Nach der deutschen Wiedervereinigung war er der erste Direktor des neugegründeten Instituts für Philosophie, wo er bis zur Emeritierung 2014 lehrte. Nach einer Unterbrechung von einem Jahr lehrt er seit dem Wintersemester 2015/16 als Seniorprofessor an der Humboldt-Universität. Von ihr verabschiedet er sich am 23. Oktober 2024 mit einer Vorlesung über „Die Soziomorphie des Bewusstseins“.
Gerhardt, der als junger Mann aus der Kirche ausgetreten war, ist seit 2000 wieder Mitglied der evangelischen Kirche.

### Ehrungen, Mitgliedschaften
1998 wurde er Mitglied der Berlin-Brandenburgischen Akademie der Wissenschaften, war 2001 bis 2007 deren Vizepräsident mit der Zuständigkeit für die Forschungsvorhaben und übernahm 2001 die Leitung der zentralen Wissenschaftskommission der deutschen Akademien mit der Zuständigkeit für die Koordination sämtlicher Forschungsvorhaben; 2005 und 2009 wurde er wiedergewählt. Von 2001 bis 2023 war er Vorsitzender der Nietzsche-Kommission der Berlin-Brandenburgischen Akademie der Wissenschaften, für die er die Kritische Gesamtausgabe der Werke Friedrich Nietzsches (KGW) bis zum Abschluss der IX, Abtlg. betreute. 2001 begann die von ihm initiierte Neuedition der Akademie-Ausgabe der Werke Kants, die 2026 zum Abschluss kommen soll, Er war Vorsitzender der Kant-Kommission und Projektleiter; seit 2018 teilt er sich die Verantwortung mit Marcus Willaschek. Er war Mitglied in Beratungskommissionen der Bayerischen und der Heidelberger Akademie sowie der Leopoldina. Von 1998 und 2012 war er Mitglied des Senats der Deutschen Nationalstiftung.
Von 2001 bis 2007 war er als Mitglied im Nationalen Ethikrat tätig und von 2008 bis 2012 in dessen Nachfolgeeinrichtung, dem Deutschen Ethikrat.
Zwischen 1997 und 2002 war er Vorsitzender der Kommission für die Förderinitiative Bioethik der Deutschen Forschungsgemeinschaft. Seit 2002 ist er für das Philosophische Jahrbuch als Herausgeber tätig. Von 2004 bis 2007 war er Mitglied der Preiskommission der Alexander von Humboldt-Stiftung; 2005 leitete er die Kernkommission Ethik bei der Senatsverwaltung für Bildung, Jugend und Sport des Landes Berlin und zeichnete verantwortlich für die Rahmenrichtlinien für den Ethikunterricht an den Berliner Schulen.
Im Oktober 2006 wurde er in den Hochschulbeirat der Evangelischen Kirche in Deutschland berufen, wurde zugleich Mitglied der Kammer für Theologie und war für fünf Jahre Mitglied des Hochschulrates der Philipps-Universität Marburg.
2007 wurde er zum Honorarprofessor der Universität von Wuhan in Hubei, Volksrepublik China, ernannt. 2008 wurde ihm der Titel eines Ehrendoktors der Universität Debrecen (Dr. phil. h. c.) verliehen. 2017 erhielt er den Ehrendoktor der Theologischen Fakultät der Universität Leipzig (Dr. theol. h. c.). 2022 erhielt Gerhardt den Karl-Jaspers-Preis der Universität Heidelberg.
Von 2005 bis 2009 übernahm er die Leitung des zusammen mit Detlev Ganten und Julian Nida-Rümelin durchgeführten Humanprojekts, das nach den Folgen des „Humangenomprojekts“ für das Selbstverständnis des Menschen fragt. Angeschlossen war das von der Bundesregierung geförderte Nachwuchsprogramm über Funktionen des Bewusstseins. Die Initiative wird in freier Kooperation unter dem Dach der BBAW und weiterhin unter der Verantwortung von D. Ganten, V. Gerhardt, Jan-Chr. Heilinger und J. Nida-Rümelin (koordiniert durch Jan-Chr. Heilinger) fortgeführt. Die Ergebnisse sind in der inzwischen auf zweiundzwanzig Bände angewachsenen Reihe der 'Reihe Humanprojekt' dokumentiert.
Seit 2010 ist Volker Gerhardt Mitglied der Grundwertekommission der SPD; in den Jahren 2011 und 2012 war er Vorsitzender des Konzils der Humboldt-Universität zu Berlin, der er nach seiner Emeritierung im Herbst 2012 weiterhin als Seniorprofessor angehört. Die im Juli 2014 gehaltene Abschiedsvorlesung „Zur Theorie der Humanität“ hat den mit der Selbstbestimmung (1999), der Individualität (2000) über Vernunft und Leben (2002), Partizipation (2007), Öffentlichkeit (2012) und Sinn des Sinns (2014) systematisch beschrittenen Weg bilanziert und dessen Abschluss umrissen. Das vorläufige Ergebnis liegt in der Studie Humanität. Über den Geist der Menschheit (2019) vor. Deren historische und systematische Verbindungen zur Politik werden in 'Individuum und Menschheit. Eine Philosophie der Demokratie' (2023) aufgewiesen. Zum Kant-Jubiläumsjahr 2024 erschien in 2. Auflage die Neubearbeitung von 'Immanuel Kants Entwurf 'Zum ewigen Frieden'. Eine Theorie der Politik' (2023).

## Werk

### Überblick
Wer den philosophischen Ansatz Gerhardts unter einen Titel bringen will, könnte von einem rationalen Existenzialismus sprechen, der sich ausdrücklich nicht als modern versteht, sondern sich ebenso gut von Sokrates wie von Seneca, Michel de Montaigne, Jean-Jacques Rousseau, Kant, Hegel oder Nietzsche her begründen ließe.
Seine politische Philosophie hat er selbst in einem Sammelband unter den Titel des existenziellen Liberalismus gestellt. Die zugehörige Methode ist die des exemplarischen Denkens, die zu einer exemplarischen Ethik führt, in der jeder selbst ein Beispiel für die Menschheit in seiner Person zu geben hat.
In seiner Kritik an der Modernitätsversessenheit des neuzeitlichen Denkens warnt er vor der geschichtsphilosophischen Verblendung der zeitgenössischen Philosophie, der nichts wichtiger geworden ist, als in ein neues Zeitalter einzutreten, weil sie die Geschichte für die ungelösten Probleme der Gegenwart verantwortlich macht. Demgegenüber beharrt Gerhardt auf dem sachlichen Gewicht der klassischen Fragen des Erkennens und Handelns, stellt die Bedeutung von Natur und Leben für das Selbstverständnis des Geistes heraus, hält die Frage nach dem göttlichen Grund von Welt und Selbst für unverzichtbar und führt in seinen Arbeiten vor, dass gerade unter den Bedingungen globaler Individualisierung systematisches Denken zu den vorrangigen Aufgaben einer Philosophie gehört, die sich als Wissenschaft versteht.
In seinem jüngsten Werk bezeichnet er seinen Ansatz als einen weder reduktionistisch verfahrenden noch dualistisch endenden humanitären Naturalismus, der die logisch zwingende Verbindung von Individualität und Universalität zum Ausgangspunkt eines empirisch ansetzenden existenziellen Rationalismus nimmt.

### Frühe Werke
Die ersten philosophischen Arbeiten Gerhardts zwischen 1974 und 1981 befassen sich mit der kritischen Philosophie Immanuel Kants und fragen nach dem Zusammenhang von individuellen Motiven, gesellschaftlichen Antrieben und vernünftigen Ansprüchen. Nach der Dissertation über Vernunft und Interesse folgten ein (mit Friedrich Kaulbach verfasster) Forschungsbericht zur Kant-Rezeption sowie eine Untersuchung über Recht und Herrschaft, in der es bereits um die Beziehung zwischen Macht und Wirklichkeit geht.
Mit dem Problem der Macht rückte Friedrich Nietzsche ins Blickfeld, dem Gerhardt zahlreiche Aufsätze (gesammelt in Pathos und Distanz) und zwei Monographien widmete. In der 1984 vorgelegten (1995 publizierten) Studie Vom Willen zur Macht wird das Machtproblem als die zentrale Frage Nietzsches ausgewiesen, die eng mit dessen Wertlehre sowie mit den erstmals von Nietzsche gestellten Fragen nach dem Sinn des Lebens, dem Sinn der Kultur, der Moral und der Wahrheit zusammenhänge. In der 1992 publizierten und mehrfach wieder aufgelegten Gesamtdarstellung wird Nietzsches Denken aus dem Zusammenhang seiner Abwehr der Überlieferung gedeutet, der er dennoch in allen seinen philosophischen Oppositionen zugehöre. Das gilt insbesondere für seine Beziehung zu Kant, Platon und Sokrates. In einem Rückblick zum 100. Todestag im Jahr 2000 deutet Gerhardt Nietzsches Denken als eine tragische Philosophie der Existenz, die der Verführung durch den Selbstüberbietungsprozess der Moderne nicht entgeht. Folglich steht der „exaltierte Renaissancismus“ Nietzsches unter den Titelbegriffen Sensation und Existenz. Die darin enthaltene Kritik hat Gerhardt später in seiner Auseinandersetzung mit Nietzsches Philosophie des Leibes vertieft: So wichtig es sei, vom Leib auszugehen, so entscheidend sei die Einsicht in die über den einzelnen Leib hinausgehende Organisation der Vernunft. Sie sei nicht, wie Nietzsche nahelegt, an das „Gängelband“ des einzelnen Leibes gebunden, sondern ermögliche eine soziale Verbindung durch wechselseitige Mitteilung und Bewertung aus einem Individuen umfassenden, letztlich öffentlich angelegten Bewusstsein. Einen Schritt weiter geht die Kritik, wenn er Nietzsche vorhält, seine ohnehin auf einem Missverständnis beruhende Wahrheitskritik verlange in Konsequenz des dogmatisch behaupteten Amoralismus die Suspension der Wahrheit gegenüber sich selbst. Damit stelle Nietzsche die Authentizität seines eigenen Denkens in Frage.

### Politische Theorie
Neben den historischen Analysen, die zunehmend auch das Werk Platons einbezogen, wurden die in der Münsteraner Antrittsvorlesung über Metaphysik und Politik (1985) angekündigte sowie in der Berliner Antrittsrede über Politik und Leben (1993) im Umriss angedeuteten Untersuchungen zur Grundlegung der Politik vorangetrieben. 1995 erschien die Interpretation von Kants Schrift Zum ewigen Frieden, die den Nachweis führt, dass Kant nicht nur eine Rechts- und Staatslehre im engeren Sinn, sondern eine auch auf pragmatische, geschichts- und kulturtheoretische Fragen ausgreifende Konzeption der Politik entworfen hat. Politik muss nach Kant als eine „ausübende Rechtslehre“ angesehen werden, die zwar auf moralische und rechtliche Prinzipien gegründet ist, aber in der konkreten Umsetzung wesentlich auf die situativ einsetzende Urteilskraft angewiesen bleibt. Dabei kann sich die Politik der wissenschaftlichen, ökonomischen und technischen Dynamik des menschlichen Handelns nicht entziehen und muss ihre Geschicklichkeit in der Bereitschaft zu Reformen erweisen.
Darauf gründet Gerhardt seine Theorie der Politik, die 2007 unter dem programmatischen Titel Partizipation. Das Prinzip der Politik erschien und durch die 2009 unter dem Titel Existenzieller Liberalismus stehende Aufsatzsammlung erläutert wurde. Auf dem Weg dahin werden vier Schritte der historisch-systematischen Prüfung absolviert, die Grundlagen klären und das humanitäre Ziel des Politischen vergewissern sollen:

#### Selbstbewusstsein und Individualität
Der erste Schritt erfolgte in der Selbstbestimmung. Das Prinzip der Individualität (1999). Das in zehn Kapiteln unter den Überschriften: Selbsterkenntnis, Selbständigkeit, Selbstherrschaft, Selbstorganisation, Selbstbewusstsein, Selbststeigerung, Selbstverantwortung, Selbstbegriff, Selbstgesetzgebung und Selbstverwirklichung gegliederte Werk bietet eine Grundlegung der Ethik auf dem Fundament eines sich selbst organisierenden Lebens. Es entwickelt die Grundprinzipien einer auf die eigene Einsicht gestützten menschlichen Lebensführung im Zusammenhang einer Natur, als deren werdender Teil sich der Mensch – als kulturelles Wesen – begreift. Ausgangs- und Zielpunkt des humanen Handelns ist die Selbsterfahrung des Menschen als Individuum, das sich unter den vorgefundenen und zugleich von ihm veränderten Bedingungen der Natur selbst zu steuern hat. Erkennen und Wissen sind die unverzichtbaren und gleichwohl niemals zureichenden Mittel einer individuellen Selbstbestimmung, die in allen ihren Phasen auf die Gegenwart und Mitwirkung verständiger Individuen angewiesen bleibt. Selbstbestimmung setzt die Autonomie des sich als vernünftig begreifenden Individuums voraus, kann aber auf Anleitung und Hilfe durch Andere nicht verzichten. Das erforderliche Vertrauen in die eigenen Kräfte ist mit dem Bewusstsein der Begrenzung der eigenen Fähigkeiten verknüpft. Deshalb sind der „Selbstverwirklichung des Menschen“ nicht nur äußere, sondern auch innere Schranken gesetzt. Das ändert aber nichts daran, dass der Einzelne aus eigener Einsicht nach seinen eigenen Gründen handelt. Wenn er dies auch nicht in allen Lagen tut, so fordert er es dennoch in der Arbeit an sich selbst und kann es anderen nicht verweigern, ohne in Widerspruch zu sich selbst zu geraten.

#### Individualität und Welt
Der zweite Schritt wurde in der 2000 erschienenen Individualität. Das Element der Welt vollzogen. Wenn die Ethik auf die Autonomie der Person gegründet ist und die Politik auf die Erhaltung und Entfaltung eines jeden Bürgers sich auszurichten hat, ist zu klären, was die in beiden Fällen zugrunde liegende Individualität bedeutet. Vor allem ist sie die Kondition der Selbstwahrnehmung eines jeden Menschen. Gerade gegenüber seinesgleichen hat er sich, selbst wenn er nur ein allen gemeinsames Bedürfnis zum Ausdruck bringen will, als ein bestimmtes Lebewesen kenntlich zu machen, das mit seiner Lebensgeschichte und in seiner Lage einzigartig ist. Raum und Zeit kommen der gesellschaftlichen Auszeichnung der Einmaligkeit einer jeden menschlichen Existenz entgegen, denn an diesem Ort zu dieser Zeit kann es immer nur ein einziges Lebewesen geben. Die individualisierende Funktion von Raum und Zeit ist aber nicht auf die menschliche Existenz beschränkt. Für den (sich als Individuum begreifenden) Menschen hat jeder Gegenstand und jedes Ereignis den Charakter der Einmaligkeit, der eng mit der Vergänglichkeit aller Erscheinungen verknüpft ist. Deshalb muss er die Welt als ganze als das Insgesamt von individuellen Vorkommnissen zu begreifen, das selbst nicht anders als individuell verstanden werden kann. Anders aber als eine Welt aus Atomen ist die aus diskreten Individuen bestehende individuelle Welt von der Selbstwahrnehmung des Menschen als Individuum nicht zu lösen. Die These von der Individualität als „Element der Welt“ darf demnach nicht als Aussage über einen physikalischen Sachverhalt verstanden werden, sondern ist der Versuch, den wechselseitigen Zusammenhang aller vom Menschen begriffenen Vorkommnisse mit seinem Selbstbegriff zu verknüpfen. Sie ist Ausdruck einer funktionalen Metaphysik der menschlichen Welt, in welcher der Mensch allein schon aus Gründen der Sicherung der Formen seines Erkennens und Handelns genötigt ist, seine gesellschaftlich und politisch stets gefährdete Individualität zu wahren.

#### Mensch und Menschheit
Den ursprünglich nicht geplanten dritten Schritt machten die Diskussionsbedingungen um die Jahrhundertwende erforderlich, weil der Paradigmenwechsel zu den Lebenswissenschaften und die Fortschritte der Biotechnologie die Zweifel am Begriff der Menschheit verstärkten. In Der Mensch wird geboren. Kleine Apologie der Humanität (2001) wird aufgewiesen, dass der Begriff der Menschheit sowohl für das theoretische wie auch für das praktische Selbst- und Weltverhältnis des Menschen unverzichtbar ist. Die Menschen sind nicht allein durch ihre sie genetisch verbindende Naturausstattung, sondern auch durch das, was sie daraus durch ihre technischen und kulturellen Leistungen für ihre erdumspannende Lebensicherung machen, eine im gemeinsamen Wissen und Handeln verbundene Spezies. Der in selbst geschaffenen Kulturen lebende Homo sapiens kann sich nur durch die Erfindung und Herstellung technischer Lebensmittel, zu denen auch die rechtlich gefassten Institutionen gehören, erhalten. Damit ist das für die Politik unverzichtbare moralische und rechtliche Selbstverständnis des Menschen als eine kulturelle Grundbedingung ausgewiesen, ohne die es nicht möglich wäre, die Menschenrechte für alle Individuen zu rechtfertigen. Dieser Beweisgang wird in der Sammlung Die angeborene Würde des Menschen (2004) ergänzt und im zehnten Buch der Partizipation auf die These von der Unverzichtbarkeit der Ideen von Humanität, Objektivität und Wahrheit ausgeweitet. Bleibt nur zu erwähnen, dass sowohl die Kleine Apologie wie auch die Aufsatzsammlung über die Würde des Menschen einen Großteil der Arbeiten versammelt, die der Autor zu den damals aktuellen Fragen der Bioethik veröffentlicht hat. Sein Urteil über den Beginn oder das Ende des menschlichen Lebens, über Stammzellforschung, Abtreibung, Gentechnologie und Sterbehilfe steht in einem begrifflich ausgewiesenen Zusammenhang mit dem Selbstverständnis des Menschen.

#### Individualität und Vernunft
Der vierte Schritt erschien geboten, weil die Zweifel anhielten, ob das Konzept individueller Selbstbestimmung noch tragfähig sei. Individualität und Autonomie stehen bis heute unter dem Verdacht, späte Konzeptionen einer längst dem Verfall unterliegenden Moderne zu sein. Dem trat die 2002 publizierte Gesamtdarstellung von Leben und Werk Immanuel Kants entgegen. Ihr liegt daran, den aus der Tradition aufgenommenen und von Kant selbst auf Sokrates und Platon bezogenen Ausgangspunkt allen Denkens beim Ich des tätigen Menschen als den zentralen Fokus der kopernikanischen Wende darzustellen. Schon der vorkritische Kant vertraut in seiner Abgrenzung von Descartes und Leibniz auf das selbstbewusste Ich der eigenen Einsicht. Wenn er das „Selbstdenken“ zum einzigen Verfahren und ausschließlichen Ziel der Philosophie erklärt, folgt er nicht nur Rousseau und Montaigne, sondern verbleibt in der reformatorischen, humanistischen und stoischen Tradition der „Bestimmung des Menschen“ durch die eigene Vernunft. Die, wie Kant sagt, „humanitaet der Wissenschaft“ gründet sich auf die „Leutseeligkeit“, in deren Offenheit Einsichten mitgeteilt werden können. Dazu gehört Kritik an dem, was Menschen für Menschen leisten. Sie kann immer nur von einzelnen Menschen geäußert werden. Kant nennt die Kritik das „zweyte Auge der Selbsterkenntnis der Menschlichen Vernunft“, das Wissenschaft und Kultur zu allen Zeiten benötigen. Wenn man einen Unterschied zwischen Antike und Moderne festhalten will, dann liegt er in der Vertiefung und Verschärfung alteuropäischer und altorientalischer Ansätze zur Individualisierung des Menschen, nicht aber in einem Verzicht auf angeblich substantialistische Positionen der Metaphysik. Kant zeigt vielmehr, dass auch die Metaphysik eine Funktion für die menschliche Einsicht erfüllt und insofern selbst keine Substanzen, sondern Funktionen beschreibt. Die mit Nietzsche zum Gemeinplatz gewordene Metaphysikkritik geht somit, zumindest was Kant angeht, ins Leere.
Die Pointe der unter dem Titel Vernunft und Leben stehenden Kant-Interpretation Gerhardts liegt darin, dass die Selbstbestimmung des Individuums, das sich in Erkennen und Handeln auf seine eigene Einsicht beruft, sowohl als Leistung des sich selbst organisierenden Lebens als auch als Akt einer sich selbstkritisch prüfenden Vernunft begriffen werden muss. So ist die Selbstbestimmung, auch wenn in ihr der Selbstzweck des sich autonom verstehenden Menschen liegt, nicht nur ein Ausdruck der Selbstorganisation des Lebens, sondern zugleich ein Moment einer sich disziplinierenden Menschheit, die sich im Prozess der von ihr selbst verantworteten Zivilisierung zur Kultur entwickelt. Um deutlich zu machen, dass auch der kultivierte Mensch ein Lebewesen bleibt, nennt Gerhardt den um Moralität bemühten Menschen ein „Tier, das sich ein Beispiel gibt“. Die Formel ergänzt seine Übersetzung des animal rationale als „Tier, das seine eigenen Gründe hat“ und gibt zu erkennen, dass Kant, nach dem Vorbild Rousseaus und im Einklang mit ältesten ethischen Lehren, wie sie von Konfuzius und Sokrates überliefert sind, auf dem Weg zu einer exemplarischen Ethik ist.

#### Partizipation als Prinzip der Politik
Die skizzierten Überlegungen mündeten in die 2007 vorgelegte Theorie der Partizipation, die der Autor als „Prinzip der Politik“ begreift. Es beruht auf dem Prinzip der Selbstbestimmung einzelner Individuen, die sich zu einer ihr Leben erhaltenden und entfaltenden Organisation nach dem Prinzip wechselseitiger „Mitbestimmung“ zusammenschließen. „Partizipation“ ist der lateinische Ausdruck für die Mitbestimmung in einem von allen aktiv Beteiligten gewollten sozialen Ganzen. Das Wort ist die seit dem Mittelalter gebräuchliche Übersetzung des tō metechein kriseōs kai archēs des Aristoteles, der damit (im Anschluss an Platon) den Bürger (politēs) als denjenigen definiert, der „am Gericht und in den Versammlungen mitwirkt“. Diese älteste Beschreibung der politischen Rechte des Menschen kann als unverändert gültig angesehen werden, weil sie schon in der Antike auf die Freiheit der Bürger gegründet ist. Heute hat sie durch das mit der Freiheit verbundene Gleichheitspostulat, durch den Anspruch auf individuellen Lebensschutz sowie durch die konstitutionell verbrieften Grundrechte ein besonderes Gewicht.
Die historische Kontinuität, die sich nicht auf die republikanische Verfassung Roms und demokratische Polis Athen beschränkt, sondern die bereits rechtlich verfassten Reiche des Alten Orients einbezieht, ist ein wesentliches Moment einer politischen Theorie, die auch die Naturgeschichte des Menschen einzuholen versucht. Dabei spielen die kulturellen, speziell die technischen Leistungen des Menschen eine fundierende Rolle, denn selbst die das Politische tragende Institution des Rechts ist technischer Natur. Dies steht der Offenheit des Rechts für die ethischen Ansprüche nicht entgegen, lässt aber leichter verstehen, warum die Politik so starken pragmatischen Erwartungen unterworfen ist.
Wesentliches Element der Theorie der Partizipation ist die These von der Parallelität von Person und Institution, die sich wechselseitig herausfordern und im Gang der Evolution der Politik die tragenden Errungenschaften der Repräsentation, der Konstitutionalisierung des Rechts, der Gewaltenteilung, der Zulassung der Opposition und des Menschenrechts auf der einen als auch die Autonomisierung des Individuums auf der anderen Seite hervor treiben. Schließlich geht noch die Internationalisierung des Rechts, die wesentlich für die globale Friedensordnung ist, aus der Dialektik von politischer Institution und moralischer Person hervor. So sind die Selbstbestimmung als „Prinzip der Individualität“ und die partizipative Mitbestimmung als „Prinzip der Politik“ nicht nur systematisch, sondern auch historisch miteinander verknüpft.
In den Vertragskonstruktionen des modernen Kontraktualismus sieht Gerhardt nur ein didaktisches Hilfsmittel, um die bereits im ohnehin auf Gegenseitigkeit angelegten Recht enthaltene Gerechtigkeitserwartung verständlich zu machen. Deshalb kann es ihm auch genügen, die Politik als einen „Kampf um das Recht“ zu definieren, der freilich ohne die aktive Beteiligung der Betroffenen nicht zu führen ist. Gerechtigkeit kann zwar in Modellkonstruktionen dargestellt und in Diskursen argumentativ vertreten werden, muss jedoch in politischen Auseinandersetzungen von den Benachteiligten erstritten werden. Partizipation gilt also auch für die Ausweitung und Sicherung politischer Rechte. Sie erweist sich damit als der Grund, das Mittel und das Ziel der Politik.
Der Prozess der Partizipation setzt das Selbstbewusstsein der beteiligten Individuen voraus, die im Prozess der rechtlich geregelten Mitbestimmung die für jede Politik unverzichtbare Öffentlichkeit formalisieren. In den seit 2007 erschienenen Arbeiten hat Gerhardt dem Eindruck widersprochen, das Prinzip der Öffentlichkeit sei auf die bürgerliche Gesellschaft der Moderne beschränkt. Es ermöglicht vielmehr bereits die Gleichzeitigkeit der Entstehung der Künste, der Wissenschaften und der Demokratie im Athen des 5. vorchristlichen Jahrhunderts und kann bis in die Zeit der Entstehung des Rechts und der Schrift zurückverfolgt werden. Wenn zugleich gezeigt werden kann, dass auch die Individualisierung des Menschen in den frühen Reichen am Nil und am Euphrat erkennbar zunimmt, gibt es frühe historische Belege für die systematische Verbindung zwischen individuellem Selbstbewusstsein und gesellschaftlicher Öffentlichkeit.

### Öffentlichkeit
Die 2012 erschienene Studie über Öffentlichkeit. Die politische Form des Bewusstseins spricht von der „Quadratur der Politik“ durch die Prinzipien der Partizipation, der Repräsentation, der Konstitution und der Publizität. Dabei kommt dem vierten Prinzip, der Öffentlichkeit, eine besondere Stellung zu, weil sie Person und Institution umfasst und somit das Individuum mit der politischen Organisation von innen her verbindet.
Das Werk zeigt zunächst, dass Öffentlichkeit keineswegs erst mit dem Buchdruck und dem Zeitungswesen entstand; es bedurfte auch nicht erst der neuzeitlichen Debatten über die bürgerliche Beteiligung an der staatlichen Macht, um ihr einen politischen Charakter zu verleihen. Öffentlichkeit gehört vielmehr zur ursprünglichen Organisationsform zivilisatorischer Hochkulturen, ist gleich ursprünglich mit der Erfindung von Schrift und Recht und hat ihre erste Blüte im Griechenland der klassischen Zeit. Hier begünstigt sie nicht nur die Autonomisierung der Politik, sondern ist zugleich die entscheidende Bedingung für die mit der Politik entstehenden Künste und Wissenschaften. In dieser tragenden Funktion wurde die Öffentlichkeit von der politischen Theorie der Moderne zwar nicht durchgängig anerkannt, aber doch von vielen Theoretikern in der Nachfolge von Erasmus von Rotterdam, John Milton und Kant bis hin zu John Dewey, Karl R. Popper, Hannah Arendt und John Rawls grundlegend erörtert. In dieser Entwicklungslinie erkennt man auch, worin der von der jüngeren Soziologie gesuchte „Sinn der Öffentlichkeit“ liegt: in der Ermöglichung eines gemeinsamen politischen Willens auf der Basis freier Meinungsäußerung der beteiligten Individuen.
Dass sich dabei die Öffentlichkeit fortlaufend wandelt, versteht sich von selbst; auch der von Jürgen Habermas 1962 diagnostizierte „Strukturwandel der Öffentlichkeit“ gehört dazu, obgleich sich die daran geknüpften marxistischen Erwartungen nicht erfüllt hätten. Offenkundig aber ist, dass die elektronischen Medien derzeit einen fundamentalen Wandel der Öffentlichkeit mit sich bringen. Mit den systematischen Überlegungen des Buches wird auch ein Verständnis dieses Wandels möglich, denn sie begreifen bereits das Bewusstsein des Individuums als die ursprüngliche Form von Öffentlichkeit. Person und Institution sind zwei Seiten eines sich seit Jahrhunderten entfaltenden und immer dichter werdenden zivilisatorischen Zusammenhangs. Bewusstsein ist eine sachhaltige Form der Mitteilung, Verstand und Vernunft müssen als Instanzen des gesellschaftlichen Verkehrs und der Geist als einsichtiges Gerüst sozialer Körperschaften begriffen werden.
Diese Neubestimmung des menschlichen Bewusstseins erfolgt im Rahmen einer grundlegenden Revision der Beziehung zwischen Natur, Technik und Kultur, zu denen der Autor zahlreiche auch separat erschienene Studien vorgelegt hat.

### Rationale Theologie
In einer in vielen Anläufen in Angriff genommenen Untersuchung holte Volker Gerhardt das Gottesproblem ins Zentrum des Philosophierens zurück. Er versucht zu zeigen, dass Wissen und Glauben keine Gegensätze sind, sondern sich wechselseitig fordern. Er legt dar, warum das Göttliche bereits in den Anfängen des antiken Philosophierens keineswegs bloß aus kosmischen, sondern auch aus logischen, epistemischen und ästhetischen Gründen als unverzichtbar angesehen worden ist. Weiter macht er den Sinn als den sowohl organisch wie auch sozial, psychisch, semantisch und intellektuell fundierten Träger des Ganzen aus, das der Mensch benötigt, um überhaupt in identifizierbarer Weise fühlen und denken und sich einen bleibenden Wert zuschreiben zu können. Auf diese Weise gelingt es, dem Begriff des Göttlichen auch unter modernen Bedingungen eine gleichermaßen intellektuelle wie affektive Funktion zuzuschreiben. Auf sie kann der Mensch nicht verzichten, wenn er ein durch Selbst- und Weltvertrauen abgesichertes Verhältnis zu sich und seinesgleichen haben will.
Auf diese Weise wird die Kritik an einer anthropomorphen Konzeption Gottes ins Positive gewendet: Gott ist die ursprünglich auf die Person des Menschen bezogene Instanz, in der die Welt ihre praktische Einheit gewinnt und vor der ein Mensch seiner personalen Einheit ein den Augenblick überdauerndes Gewicht geben kann. Bei Gott ist es wie beim Problem der Freiheit, deren Existenz niemand beweisen kann, die aber doch jeder in Anspruch nehmen muss. So wie die Freiheit den Sinn der Rede vom menschlichen Handeln trägt, so fundiert der Grenzbegriff des Göttlichen den Sinn der Rede über das Dasein und die Welt. Also kann man Gott als „Grund“, als „Sinnhorizont“ des Ganzen – und damit als „Sinn des Sinns“ definieren.
In der 2016 erschienenen Abhandlung unter dem Titel Glauben und Wissen. Ein notwendiger Zusammenhang wurden aus dem Verständnis der Glaubens als „Einstellung zum Wissen“ Schlussfolgerungen für das Verhältnis des Glauben zur Wissenschaft, zur Moral, zur Humanität und zur Kultur gezogen, die unabhängig vom religiösen Glauben wirksam sind, mit und in ihm jedoch existenziell vertieft und auf das Ganze des Daseins ausgeweitet werden können.

### Humanität
Im Frühjahr 2019 erschien das Buch Humanität. Über den Geist der Menschheit. Darin wird der Versuch einer gleichermaßen anthropologisch wie kulturhistorisch ansetzenden Selbstbeschreibung des Menschen in philosophischer Absicht unternommen. Ziel der Studie ist es, den Menschen ohne Abwertung anderer Lebewesen in seinen ihn auszeichnenden Leistungen zu charakterisieren. Ausgangspunkt ist eine Definition der menschlichen Kultur als einer „Form der Natur“, die es erlaubt, den Menschen in seinen singulären technischen, künstlerischen und intellektuellen Leistungen als Teil der Natur zu verstehen. Unter ausdrücklicher Aufnahme klassischer Selbstbezeichnungen wird der Mensch als „homo quaerens“, somit als „fragendes“ Lebewesen beschrieben, das „Probleme“ hat. Über sie kann es ein Verständnis seiner Welt entwickeln, die es als Individuum wie als Gattung – gleichsam objektiv – herausfordern. Als „animal sociale sive rationale“ hat der Mensch die Fähigkeit, sich selbst zu normieren und damit nach Gründen zu handeln, die sowohl gesellschaftlich wie auch sachlich zu rechtfertigen sind. Unter dem Titel „homo sapiens est homo faber“ wird gezeigt, dass handwerklich-technische Fähigkeiten des Menschen nicht von seinen geistigen und künstlerischen Leistungen zu trennen sind. Im Kapitel „homo ludens, homo negans et homo creator“ wird die singuläre Verbindung von Spiel und Verneinung herausgearbeitet, die das Regelbewusstsein des Menschen befördert und ihn, so paradox es auch klingt, zu seiner einzigartigen technischen und künstlerischen Kreativität stimuliert. Schließlich wird unter dem Titel „homo publicus“ dargestellt, dass der Mensch in Sprechen und Handeln eine Öffentlichkeit ausbildet, in der sich der Geist nach Art einer Institution entwickeln kann und den Menschen befähigt, zur kulturell und politisch wirksamen Größe zu werden. Am Ende werden diese spezifischen Leistungen – unter Berufung auf Wilhelm von Humboldt – in ihrer Verbindung zur Humanität herausgestellt, die als der sinnlich verfasste „Geist der Menschheit“ verstanden werden kann.

## Öffentliches Wirken
In seinen Beiträgen zum Humanprojekt hat Gerhardt zu zeigen versucht, dass sich die Leistungen des individuellen Bewusstseins nur nach Analogie mit den Vorgängen im öffentlichen Raum verstehen lassen. Bewusstsein ist „soziomorph“ verfasst, es hat die Struktur der Mitteilung zwischen verschiedenen Individuen, die sich im gemeinsamen Bezug auf Sachverhalte verständigen. Folglich ist der Ursprung der gesellschaftlichen Öffentlichkeit bereits im Bewusstsein des Individuums zu suchen, das seinerseits die Herausforderung durch eine Öffentlichkeit benötigt, um sich in Mitteilung und Erkenntnis äußern zu können.
Nach diesem Verständnis hat Volker Gerhardt auch seine eigene öffentliche Wirksamkeit angelegt. Schon beim Aufbau eines Fernstudiums in der Bundesrepublik, dann bei der Neugründung der Philosophie an der Humboldt-Universität und schließlich in der zwölf Jahre lang wahrgenommenen Koordination der geisteswissenschaftlichen Akademievorhaben war es ihm wichtig, über der Organisation von Lehre, Studium und Forschung die eigene wissenschaftliche Arbeit nicht zu vernachlässigen.

## Schriften
- Vernunft und Interesse. Vorbereitung auf eine Interpretation Kants (Phil. Diss. Münster 1974), Münster 1976.
- Immanuel Kant. Erträge der Forschung (gemeinsam mit Friedrich Kaulbach), Wissenschaftliche Buchgesellschaft Darmstadt 1979; 2. Aufl. 1989, ISBN 3-534-07253-7
- Pathos und Distanz: Studien zur Philosophie Friedrich Nietzsches. Reclam, Stuttgart 1988, ISBN 978-3-15-008504-2.
- Als Hrsg.: Der Begriff der Politik. Bedingungen und Gründe politischen Handelns. Metzler, Stuttgart 1990, ISBN 978-3-476-00692-9.
- Friedrich Nietzsche. Beck, München 4. Auflage 2006, ISBN 978-3-406-54123-0.
- Immanuel Kants Entwurf ‚Zum ewigen Frieden‘. Eine Theorie der Politik. 2. Aufl., wbg academic, Darmstadt 2023, ISBN 978-3-534-27165-8. (zuerst 1995)
- Vom Willen zur Macht. Anthropologie und Metaphysik der Macht am exemplarischen Fall Friedrich Nietzsches. de Gruyter, Berlin, New York 1996, ISBN 978-3-11-012801-7.
- Selbstbestimmung: Das Prinzip der Individualität. Reclam, Stuttgart 1999, ISBN 978-3-15-009761-8.
- Individualität. Das Element der Welt. Beck, München 2000, ISBN 978-3-406-45921-4.
- Der Mensch wird geboren. Kleine Apologie der Humanität. Beck, München 2002, ISBN 978-3-406-48543-5.
- Immanuel Kant: Vernunft und Leben. Reclam, Stuttgart 2002, ISBN 978-3-15-018235-2 (2. Aufl. 2024).
- Die angeborene Würde des Menschen: Aufsätze zur Biopolitik. Parerga, Berlin 2003, ISBN 978-3-937262-08-6.
- Partizipation. Das Prinzip der Politik. Beck, München 2007, ISBN 3-406-52888-0. Buchbesprechung von Frank Hahn (Memento vom 27. Oktober 2007 im Internet Archive)
- Exemplarisches Denken: Aufsätze aus dem Merkur. Fink Verlag, München 2008, ISBN 978-3-7705-4585-8.
- Existentieller Liberalismus: Beiträge zur Politischen Philosophie und zum politischen Zeitgeschehen, Hrsg. Héctor Wittwer. Duncker & Humblot, Berlin 2009, ISBN 978-3-428-12918-8.
- Die Funken des freien Geistes: Neuere Aufsätze zu Nietzsches Philosophie der Zukunft, Hrsg. Jan-Christoph Heilinger und Nikolaos Loukidelis. de Gruyter, Berlin 2011, ISBN 978-3-11-024662-9.
- Theodizee nach Auschwitz. Versuch einer Wahrung des menschlichen Lebenssinns, Wehrhahn Verlag, Hannover 2011.
- Öffentlichkeit: Die politische Form des Bewusstseins, Verlag C. H. Beck, München 2012, ISBN 3-406-63303-X.
- Der Sinn des Sinns. Versuch über das Göttliche, Verlag C.H. Beck, München 2014, (4. Aufl. 2017), ISBN 978 3 406 669347.
- Licht und Schatten der Öffentlichkeit. Voraussetzungen und Folgen der digitalen Innovation. Wiener Vorlesungen im Rathaus, Bd. 176, Picus-Verlag, Wien 2014, ISBN 978-3-85452-576-9.
- Glauben und Wissen. Ein notwendiger Zusammenhang, Reclam-Verlag, Stuttgart 2016 (2. Aufl. 2017), ISBN 978-3-15-019405-8.
- Humanität. Über den Geist der Menschheit, C. H. Beck-Verlag, München 2019, ISBN 978-3-406-72503-6.
- Individuum und Menschheit. Eine Philosophie der Demokratie, C. H. Beck, München 2023, ISBN 978-3-406-76536-0.
- Was ist ein vernünftiges Wesen? Aufsätze zur Philosophie Immanuel Kants 1981–2022, hrsg. v. Jacqueline Karl und Marcus Willaschek, Berlin/Boston 2024.de Gruytet, ISBN 978- 3-11-124051-0